# مامادو کامیسوکو
مامادو کامیسوکو (انگلیسی: Mamadou Kamissoko؛ زادهٔ ۱۵ آوریل ۱۹۹۳) بازیکن فوتبال است.
از باشگاه‌هایی که در آن بازی کرده‌است می‌توان به باشگاه فوتبال ستاره سرخ اشاره کرد.